# سالفاتوري جريكو
سالفاتوري جريكو (بالإيطالية: Salvatore Greco)‏ هو عازف كمان إيطالي، ولد في 1964.